# Guarinta (higo)
Guarinta es un cultivar de higuera de tipo higo común Ficus carica, bífera (con dos cosechas por temporada, brevas e higos de otoño), de higos de epidermis con color de fondo amarillo verdoso con sobre color verde amarillento. Se cultiva principalmente en las comarcas de Catamarca, provincia de Santa Fe, provincia de San Juan y la provincia de San Luis en Argentina.

## Sinonimia
- „sin sinónimos“[7][8][9]

## Historia
La higuera (Ficus carica L.), con sus brevas e higos son de interés en la alimentación del hombre por sus propiedades nutracéuticas, consumidos en fresco o elaborados en pasas, dulces, jugos y jaleas; además de su notable capacidad de desarrollo en ecosistemas marginales con fuertes limitantes del recurso agua, es un árbol muy resistente a la sequía, muy poco exigente en suelos y en labores en general. Procede de Oriente Medio y sus frutos formaron parte de la dieta de nuestros más lejanos antepasados. Se cree que fueron fenicios y griegos los que difundieron su cultivo por toda la cuenca del mar Mediterráneo.
Los higos secos son muy apreciados desde antiguo por sus propiedades energéticas, además de ser muy agradables al paladar por su sabor dulce y por su alto contenido en fibra; son muy digestivos al ser ricos en cradina, sustancia que resulta ser un excelente tónico para personas que realizan esfuerzos físicos e intelectuales.
La introducción del cultivo de las higueras en el noroeste argentino se remonta al siglo XVI por los colonos españoles. Así el cronista Pedro Sotelo de Narváez, en su “Relación de las
provincias de Tucumán”, relata sucintamente para 1583 y detalla minuciosamente los tipos de frutales que se estaban cultivando para este momento en Santiago del Estero, y
describe que

.. .los españoles y ellos tienen ahora frutas de España, que se han plantado; viñas de que se cogen muchas uvas y vino, duraznos, higos, melones, membrillos, manzanas, granadas; perales y ciruelos aún no han dado fruta; hay
limas y naranjas

En Argentina, la región del noroeste concentra el 50% de la producción nacional de higos, constituyéndose en una verdadera alternativa de producción (Prataviera A, Godoy Alliverti F 1983). Desde sus inicios en 1958, la "Estación Experimental Agropecuaria Catamarca", del Instituto Nacional de Tecnología Agropecuaria (INTA), comenzó a implantar una colección de cultivares de higueras que se crían en el país (variedades de selección clonal en Catamarca tales como 'Aminga', 'Guarinta', 'Sangre de Cristo', y 'Turco temprano') y más tarde se fueron introduciendo nuevos cultivares desde Italia y España.
A partir de 1973 se iniciaron ensayos experimentales con sistemas intensivos de plantación, en la búsqueda de altos rendimientos y facilidad en la recolección de higos. La difusión del cultivo y la capacitación en tareas de manejo fueron una constante tanto en la región como en el resto del país y en tanto como respuestas a demandas del exterior.
A partir del 2006, la Facultad de Ciencias Agrarias de la Universidad Nacional del Litoral (UNL), la Agencia del Inta Santa Fe y el Ministerio de la Producción de la provincia realizan capacitaciones de forma gratuita para todos los que quieran comenzar a trabajar con las higueras y su puesta en producción en la provincia de Santa Fe.

## Características
La higuera 'Guarinta' es una variedad bífera de tipo higo común. Árbol de mediano desarrollo, follaje denso, hojas trilobuladas con pentalobuladas. 'Guarinta' tiene una buena producción tanto de brevas, como de higos.
La variedad 'Guarinta' botánicamente es bífera las brevas de epidermis con color de fondo amarillo verdoso con sobre color verde amarillento, con color de pulpa rojoson de un tamaño muy grande de unos 50 gramos de promedio tienen un gran interés comercial debido a su gran tamaño y sus características organolépticas muy buenas. Maduran durante el mes de diciembre.
Los higos 'Guarinta' son higos redondeados en forma esférica de tamaño grande de unos 31 gramos en promedio, de epidermis con color de fondo amarillo verdoso con sobre color verde amarillento, tiene una tonalidad más verde en la zona próxima al pedúnculo. Con un ºBrix (grado de azúcar) de 27 de sabor muy dulce, con firmeza media, con color de la pulpa rojo intenso con numerosos aquenios. De una calidad buena en su valoración organoléptica, son de un inicio de maduración desde finales de enero hasta finales de febrero, siendo el periodo de máxima producción a mediados de enero.

## Cultivo y usos
'Guarinta', es una variedad de higo que además de su uso en alimentación humana en fresco también se utilizan como pasas dulces.
Se está tratando de estudiar y mejorar sus cualidades, así como de extender su cultivo de ejemplares cultivados en el banco activo de germoplasma de higueras en la Estación Experimental Agropecuaria (EEA) Catamarca, propiedad del INTA.